# Ошейниковая воротничковая мухоловка
Ошейниковая воротничковая мухоловка (лат. Arses kaupi) — вид птиц семейства монарховых (Monarchidae). Выделяют два подвида. Эндемик Австралии.

## Описание
Ошейниковая воротничковая мухоловка достигает 15—16 сантиметров в длину и весит 12,5—15 граммов. Выражен половой диморфизм. У самцов голова, верхняя часть тела и хвост чёрного цвета; крылья коричневато-чёрные с белыми лопатками, которые в сложенном виде видны в виде белого полумесяца поперек спины. Белый «воротник» соединяется через шею с белым горлом. Полоса на груди чёрная, а брюхо и нижняя сторона тела белые. У самки белый цвет на горле и воротнике менее отчетлив и занимает меньшую площадь, а воротник на шее неполный. Чёрный глаз окружен голубым окологлазным кольцом, которое у самки выражено менее отчетливо. 

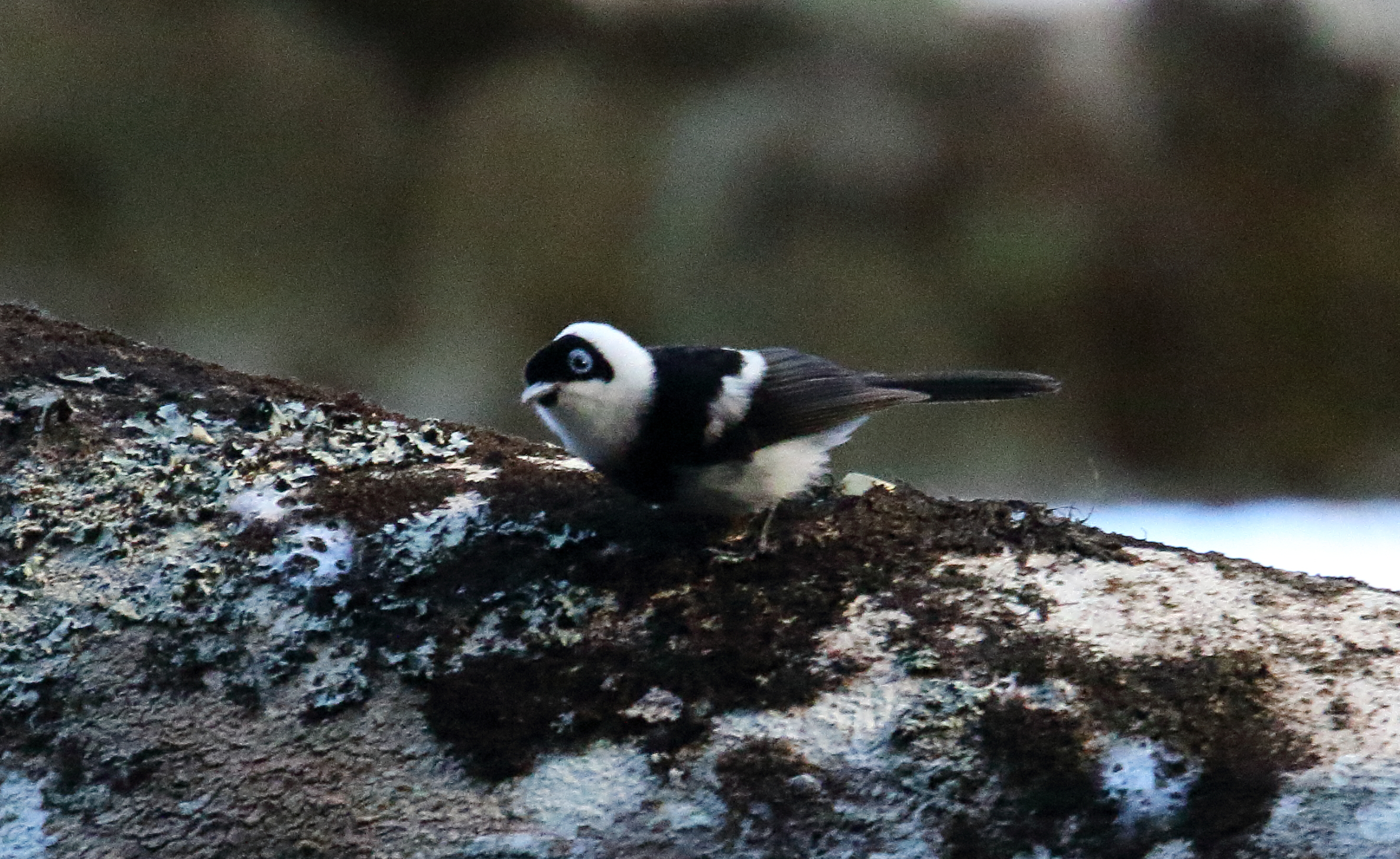

Клюв сизый, ноги чёрные. Неполовозрелые птицы похожи на самок, но с более тусклым оперением, без синевы в окологлазных кольцах и клювом коричневого цвета. Как и у других представителей рода, у ошейниковой воротничковой мухоловки задние пальцы на ногах и когти на них длинные, в общем размер и форма ног подобны ногам ложнопищух.

## Биология
Ошейниковая воротничковая мухоловка обитает на опушках тропических лесов и во вторичных лесах, а также в пальмовых зарослях, галерейных лесах и вдоль рек. Встречается от уровня моря до 900 метров над уровнем моря. В основном не мигрирует, но некоторые птицы зимой улетают в эвкалиптовые леса на плато Атертон.

### Питание
Ошейниковая воротничковая мухоловка — насекомоядная птица, в состав рациона входят жесткокрылые и чешуекрылые. Кормятся поодиночке, парами или небольшими группами от трех до пяти птиц, которые могут быть семейными группами. Присоединяются к смешанным группам птиц, в состав которых входят другие виды семейства монарховых, веерохвостковые, свистуновые и другие виды. Обычно питаются на средних уровнях леса и редко близко к земле. Один из способов добывания пищи, типичный для представителей этого рода, заключается в том, что птицы карабкаются по стволам и крупным ветвям по спирали, сходно с ложнопищухами (Climacteris), и прощупывают кору и лишайники. Иногда ловят добычу в воздухе.

### Размножение
Сезон размножения продолжается с октября по январь. Гнездо представляет собой неглубокую чашу, сделанную из веток и палочек, сплетенных вместе с паутиной и измельченным растительным материалом, и украшенную снаружи лишайником. Обычно располагается на свисающей ветке на достаточном расстоянии от ствола, примерно в 2—10 метрах над землей. В кладке два овальных яйца белого цвета с розовым оттенком и лавандовыми и красновато-коричневыми пятнами; размер яиц 19 х 14 мм.

## Подвиды
Выделяют два подвида:
- A. k. terraereginae Campbell, 1895 — восток полуострова Кейп-Йорк
- A. k. kaupi Gould, 1851 — юго-восток полуострова Кейп-Йорк